# Phygadeuon habermehli
Phygadeuon habermehli är en stekelart som beskrevs av Per Abraham Roman 1930. Phygadeuon habermehli ingår i släktet Phygadeuon och familjen brokparasitsteklar. Inga underarter finns listade i Catalogue of Life.